# ABC-Zeitung
Die ABC-Zeitung war eine monatliche Kinderzeitschrift in der DDR. Sie erschien mit einer Auflage von 885.000 Exemplaren und einem Umfang von acht Seiten (Stand 1989) im Verlag Junge Welt und war Organ des Zentralrates der FDJ und richtete sich als Propagandainstrument an Jungpioniere und Schüler der Klassenstufen 1 bis 3.  Vertrieben wurde sie zum Preis von 30 DDR-Pfennig direkt über die Schulen, aber auch am Kiosk.

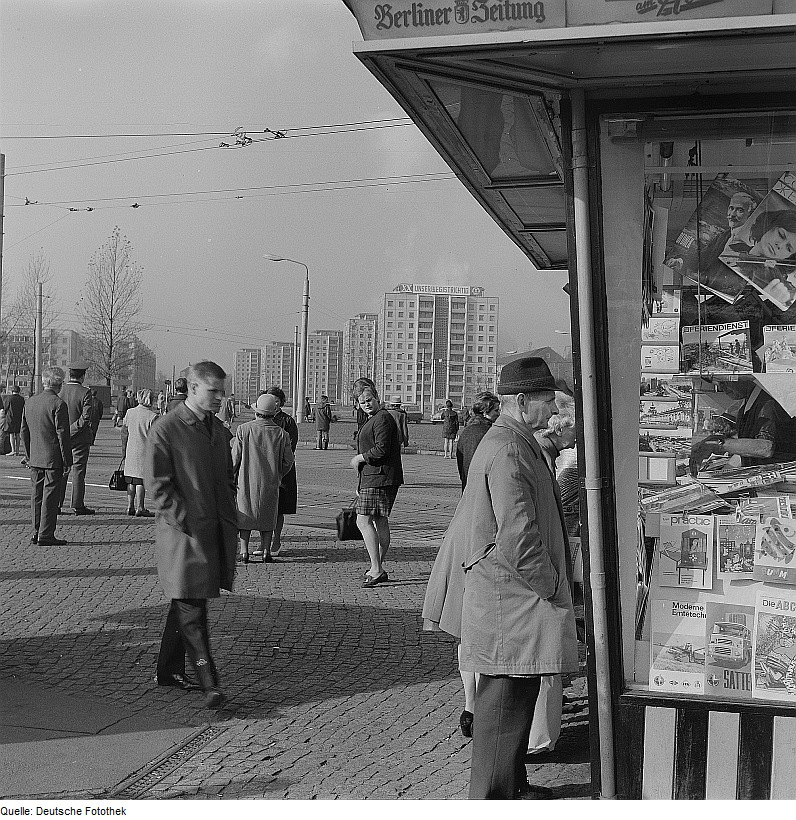
ABC-Zeitung (Oktober 1969) in einem Kiosk in Dresden (unten rechts)

In der DDR geriet sie 1984 wegen des antisemitischen und antizionistischen Märchens Vom kleinen Feuerdrachen Zion in die Kritik.
Symbolfiguren seit den 1960er Jahren waren zwei Kugelmännchen namens Rolli und Flitzi, zu denen sich später ein Knirps namens Schnapp gesellte.
Die ABC-Zeitung wurde am 1. Juli 1946 gegründet und war die älteste Kinderzeitschrift der DDR. Nach dem Ende der DDR erschien sie noch bis Ausgabe 2/1996 in der Verlags-Union Pabel-Moewig, Rastatt, weiter.